# 韋羅克毛鼻鯰
韋羅克毛鼻鯰，為輻鰭魚綱鯰形目毛鼻鯰科的其中一種。分布於南美洲秘魯海拔2900公尺的Ucayali河流域，體長可達4.9公分。

## 扩展阅读
維基物種上的相關：韋羅克毛鼻鯰